# Championnats d'Europe d'athlétisme 1954
Navigation
Les 5es championnats d'Europe d'athlétisme ont eu lieu du 25 au 29 août 1954 au Stade du Neufeld de Berne, en Suisse.

## Faits marquants
Pendant ces compétitions, trois records du monde sont améliorés. Vladimir Kuts de l'Union soviétique bat le record du 5 000 m avec un temps de 13 min 56 s 6. Son compatriote Mikhail Krivonosov lance le marteau à 63,34 m alors que le Hongrois Sandor Rozsnyói court le 3 000 m steeple en 8 min 49 s 6.
De plus, un nouveau record d'Europe est établi : sur 200 m par l'Allemand Heinz Fütterer.

## Résultats

### Hommes
| 100 m | Heinz Fütterer 10 s 5                                                                                | René Bonino 10 s 6                                                                               | George Ellis 10 s 7                                                               |
| 200 m | Heinz Fütterer 20 s 9 (AR)                                                                           | Ardalion Ignatyev 21 s 1                                                                         | George Ellis 21 s 2                                                               |
| 400 m | Ardalion Ignatyev 46 s 6 (CR)                                                                        | Voitto Hellsten 47 s 0                                                                           | Zoltán Adamik 47 s 6                                                              |
| 800 m | Lajos Szentgáli 1 min 47 s 1 (CR)                                                                    | Lucien De Muynck 1 min 47 s 3                                                                    | Audun Boysen 1 min 47 s 4                                                         |
| 1 500 m | Roger Bannister 3 min 43 s 8 (CR)                                                                    | Gunnar Nielsen 3 min 44 s 4                                                                      | Stanislav Jungwirth 3 min 45 s 4                                                  |
| 5 000 m | Volodymyr Kuts 13 min 56 s 6 (WR)                                                                    | Christopher Chataway 14 min 08 s 8                                                               | Emil Zátopek 14 min 10 s 2                                                        |
| 10 000 m | Emil Zátopek 28 min 58 s 0 (CR)                                                                      | József Kovács 29 min 25 s 8                                                                      | Frank Sando 29 min 27 s 6                                                         |
| Marathon | Veikko Karvonen 2 h 24 min 51 s 6                                                                    | Boris Grishayev 2 h 24 min 55 s 8                                                                | Ivan Filin 2 h 25 min 26 s 6                                                      |
| 10 000 m marche | Josef Doležal 45 min 01 s 8                                                                          | Anatoliy Yegorov 45 min 53 s 0                                                                   | Sergey Lobastov 46 min 21 s 8                                                     |
| 50 km marche | Vladimir Ukhov 4 h 22 min 12 s                                                                       | Josef Doležal 4 h 25 min 08 s                                                                    | Antal Róka 4 h 31 min 33 s 0                                                      |
| 110 m haies | Yevhen Bulanchyk 14 s 4                                                                              | John Parker 14 s 6                                                                               | Berthold Steines 14 s 7                                                           |
| 400 m haies | Anatoliy Yulin 50 s 5 (CR)                                                                           | Yuriy Lituyev 50 s 8                                                                             | Sven-Oswald Mildh 51 s 5                                                          |
| 3 000 m steeple | Sándor Rozsnyói 8 min 49 s 6 (WR)                                                                    | Olavi Rinteenpää 8 min 52 s 4                                                                    | Ernst Larsen 8 min 53 s 2                                                         |
| 4 × 100 m | Hongrie László Zarándi Géza Varasdi György Csányi Béla Goldoványi 40 s 6                             | Royaume-Uni Kenneth Box George Ellis Kenneth Jones Brian Shenton 40 s 8                          | Union soviétique Boris Tokarev Viktor Ryabov Levan Sanadze Leonid Bartenev 40 s 9 |
| 4 × 400 m | France Pierre Haarhoff Jacques Degats Jean-Paul Martin du Gard Jean-Pierre Goudeau 3 min 08 s 7 (NR) | Allemagne de l'Ouest Hans Geister Helmut Dreher Heinz Ulzheimer Karl-Friedrich Haas 3 min 08 s 8 | Finlande Raimo Graeffe Sven-Oswald Mildh Rolf Back Voitto Hellsten 3 min 11 s 5   |
| Saut en hauteur | Bengt Nilsson 2,02 m                                                                                 | Jiří Lanský 1,98 m                                                                               | Jaroslav Kovár 1,96 m                                                             |
| Saut à la perche | Eeles Landström 4,40 m (CR)                                                                          | Ragnar Lundberg 4,40 m (CR)                                                                      | Jukka Piironen 4,30 m                                                             |
| Saut à la perche | Eeles Landström 4,40 m (CR)                                                                          | Ragnar Lundberg 4,40 m (CR)                                                                      | Geoffrey Elliott 4,30 m                                                           |
| Saut en longueur | Ödön Földessy 7,51 m                                                                                 | Zbigniew Iwański 7,46 m                                                                          | Ernest Wanko 7,41 m                                                               |
| Triple saut | Leonid Shcherbakov 15,90 m (CR)                                                                      | Roger Norman 15,17 m                                                                             | Martin Řehák 15,10 m                                                              |
| Lancer du poids | Jiří Skobla 17,20 m (CR)                                                                             | Oto Grigalka 16,69 m                                                                             | Heino Heinaste 16,27 m                                                            |
| Lancer du disque | Adolfo Consolini 53,44 m                                                                             | Giuseppe Tosi 52,34 m                                                                            | József Szécsényi 51,58 m                                                          |
| Lancer du marteau | Mikhail Krivonosov 63,34 m (WR)                                                                      | Sverre Strandli 61,07 m                                                                          | József Csermák 59,72 m                                                            |
| Lancer du javelot | Janusz Sidło 76,35 m                                                                                 | Vladimir Kuznetsov 74,61 m                                                                       | Soini Nikkinen 73,38 m                                                            |
| Décathlon | Vasily Kuznetsov 6 752 pts                                                                           | Torbjörn Lassenius 6 424 pts                                                                     | Heinz Oberbeck 6 263 pts                                                          |
| Records et Performances - AR : Record continental (area record) - CR : Record des championnats (championship record) - MR : Record du meeting (meet record) - NR : Record national (national record) - OR : Record olympique (olympic record) - PR : Record paralympique (paralympic record) - PB : Record personnel (personal best) - SB : Meilleure performance personnelle de la saison (season's best) - WL : Meilleure performance mondiale de l'année (world leader) - WJR : Record du monde junior (world junior record) - WR : Record du monde (world record) Circonstances et Conditions - DNF : N'a pas terminé (did not finish) - DNS : N'a pas pris le départ (did not start) - DQ : Disqualification (disqualification) - NM : Aucun essai valable enregistré (No Mark) - Q : Qualifié « directement » au prochain tour (ou à la prochaine compétition), lors d'une compétition majeure, grâce au classement ou à la réalisation des minima (automatic qualifier) - q : Qualifié au prochain tour (ou à la prochaine compétition), lors d'une compétition majeure, grâce au repêchage ou à la réalisation de l'une des meilleures performances parmi celles des « non qualifiés directement » (grâce au meilleur temps ou à la meilleure distance par exemple) (secondary qualifier) | |                                                                                                  |                                                                                   |

### Femmes
| 100 m | Irina Turova 11 s 8                                                            | Bertha van Duyne 11 s 9                                                                | Anne Pashley 11 s 9                                                      |
| 200 m | Mariya Itkina 24 s 3                                                           | Irina Turova 24 s 4                                                                    | Shirley Hampton 24 s 4                                                   |
| 800 m | Nina Otkalenko 2 min 08 s 8                                                    | Diane Leather 2 min 09 s 8                                                             | Lyudmila Lysenko 2 min 11 s 2                                            |
| 80 m haies | Maria Golubnichaya 11 s 0 (CR)                                                 | Anneliese Seonbuchner 11 s 2                                                           | Pamela Seaborne 11 s 3                                                   |
| 4 × 100 m | Union soviétique Vera Krepkina Rimma Uliskina Maria Itkina Irina Turova 45 s 8 | Allemagne de l'Ouest Irmgard Egert Charlotte Böhmer Irene Brütting Maria Sander 46 s 3 | Italie Maria Musso Giuseppina Leone Letizia Bertoni Milena Greppi 46 s 6 |
| Saut en hauteur | Thelma Hopkins 1,67 m (CR)                                                     | Iolanda Balaş 1,65 m                                                                   | Olga Modrachová 1,63 m                                                   |
| Saut en longueur | Jean Desforges 6,04 m (CR)                                                     | Aleksandra Chudina 5,93 m                                                              | Elżbieta Duńska 5,83 m                                                   |
| Lancer du poids | Galina Zybina 15,65 m (CR)                                                     | Maria Kuznetsova 14,99 m                                                               | Tamara Tyshkevich 14,78 m                                                |
| Lancer du disque | Nina Ponomaryova 48,02 m                                                       | Irina Beglyakova 45,79 m                                                               | Galina Zybina 44,77 m                                                    |
| Lancer du javelot | Dana Zátopková 52,91 m (CR)                                                    | Virve Roolaid 49,94 m                                                                  | Nadezhda Konyayeva 49,49 m                                               |
| Pentathlon | Aleksandra Chudina 4 526 pts                                                   | Maria Sander 4 485 pts                                                                 | Maria Sturm 4 357 pts                                                    |
| Records et Performances - AR : Record continental (area record) - CR : Record des championnats (championship record) - MR : Record du meeting (meet record) - NR : Record national (national record) - OR : Record olympique (olympic record) - PR : Record paralympique (paralympic record) - PB : Record personnel (personal best) - SB : Meilleure performance personnelle de la saison (season's best) - WL : Meilleure performance mondiale de l'année (world leader) - WJR : Record du monde junior (world junior record) - WR : Record du monde (world record) Circonstances et Conditions - DNF : N'a pas terminé (did not finish) - DNS : N'a pas pris le départ (did not start) - DQ : Disqualification (disqualification) - NM : Aucun essai valable enregistré (No Mark) - Q : Qualifié « directement » au prochain tour (ou à la prochaine compétition), lors d'une compétition majeure, grâce au classement ou à la réalisation des minima (automatic qualifier) - q : Qualifié au prochain tour (ou à la prochaine compétition), lors d'une compétition majeure, grâce au repêchage ou à la réalisation de l'une des meilleures performances parmi celles des « non qualifiés directement » (grâce au meilleur temps ou à la meilleure distance par exemple) (secondary qualifier) |                                                                                |                                                                                        |                                                                          |

## Tableau des médailles
| Rang | Nation               | Or | Argent | Bronze | Total |
| ---- | -------------------- | -- | ------ | ------ | ----- |
| 1    | Union soviétique     | 16 | 11     | 8      | 35    |
| 2    | Tchécoslovaquie      | 4  | 2      | 5      | 11    |
| 3    | Hongrie              | 4  | 1      | 4      | 9     |
| 4    | Royaume-Uni          | 3  | 4      | 7      | 14    |
| 5    | Allemagne de l'Ouest | 2  | 4      | 3      | 9     |
| 6    | Finlande             | 2  | 3      | 4      | 9     |
| 7    | Suède                | 1  | 2      | 0      | 3     |
| 8    | France               | 1  | 1      | 1      | 3     |
| —    | Pologne              | 1  | 1      | 1      | 3     |
| —    | Italie               | 1  | 1      | 1      | 3     |
| 11   | Norvège              | 0  | 1      | 2      | 3     |
| 12   | Pays-Bas             | 0  | 1      | 0      | 1     |
| —    | Roumanie             | 0  | 1      | 0      | 1     |
| —    | Danemark             | 0  | 1      | 0      | 1     |
| —    | Belgique             | 0  | 1      | 0      | 1     |
|      |                      | 35 | 35     | 36     | 106   |